# Acrossus
Acrossus (Mulsant,1842) è un genere di coleotteri appartenenti alla famiglia Scarabaeidae (sottofamiglia Aphodiinae).

## Descrizione

### Adulto
Si tratta di coleotteri leggermente oblunghi, dalle dimensioni varianti di specie in specie. Anche la colorazione varia a seconda della specie la cui maggior parte presenta striature verticali sulle elitre.

## Biologia
Si tratta di coleotteri coprofagi, endocopridi. Come quasi tutti gli Aphodiinae è tra i primi a giungere sulla materia fecale.

## Tassonomia
Il genere raccoglie 43 specie tra cui:
- Acrossus angustiarum
- Acrossus atratus
- Acrossus belousovi
- Acrossus bimaculatus
- Acrossus binaevulus
- Acrossus bolognai
- Acrossus carpetanus
- Acrossus depressus
- Acrossus eberti
- Acrossus emodus
- Acrossus formosanus
- Acrossus gagatinus
- Acrossus haliki
- Acrossus histrio
- Acrossus hrubanti
- Acrossus humerospinosus
- Acrossus igai
- Acrossus impressiusculus
- Acrossus japonicus
- Acrossus jedlickai
- Acrossus jubingensis
- Acrossus klickai
- Acrossus koreanensis
- Acrossus kwanhsiensis
- Acrossus laticapitus
- Acrossus laticollis
- Acrossus longepilosus
- Acrossus luridus
- Acrossus melanodiscus
- Acrossus milloti
- Acrossus obenbergeri
- Acrossus opacipennis
- Acrossus planicollis
- Acrossus prometheus
- Acrossus pseudoobenbergeri
- Acrossus ritsemai
- Acrossus rubripennis
- Acrossus rufipes
- Acrossus semiopacus
- Acrossus sichuanensis
- Acrossus siculus
- Acrossus superatratus
- Acrossus tiabi
- Acrossus tingitanus
- Acrossus transmontanus
- Acrossus unifasciatus
- Acrossus ustulatus
- Acrossus viturati
- Acrossus yunlingensis